# Centrarthra dentata
Centrarthra dentata är en fjärilsart som beskrevs av Antonius Johannes Theodorus Janse 1940. Centrarthra dentata ingår i släktet Centrarthra och familjen nattflyn. Inga underarter finns listade i Catalogue of Life.